# Protaetia multifoveolata
Protaetia multifoveolata är en skalbaggsart som beskrevs av Edmund Reitter 1898. Protaetia multifoveolata ingår i släktet Protaetia och familjen Cetoniidae. Inga underarter finns listade i Catalogue of Life.